# Jacob Pullen
Jacob Everse Pullen (Maywood, Illinois, 10 de noviembre de 1989) es un jugador de baloncesto estadounidense con pasaporte georgiano. Mide 1.85 metros de altura y juega en la posición de base en las filas del Napoli Basket de la Lega Basket Serie A.

## Trayectoria deportiva

### Universidad
Pullen comenzó su andadura profesional en la Universidad Estatal de Kansas en 2007, en su debut contra la universidad de Sacramento anotó 18 puntos. Allí permaneció hasta 2011 cuando no fue elegido en el Draft de la NBA de 2011.

## Profesional
El primer equipo profesional para el que jugó fue el Angelico Biella de la LEGA. En julio de 2012 fue llamado por los Philadelphia 76ers para la NBA Summer League.
El 31 de agosto de 2012 firmó por el Hapoel Jerusalén después de considerar una oferta del KK Partizan, allí promedió 12.6 puntos y 4 asistencias en 19 partidos, captando el interés de equipos como Panathinaikos BC.
Mediada la temporada 2012-13 vuelve a Italia para fichar por el Virtus Bologna hasta final de temporada, en 8 partidos promedió 22.4 puntos, 1.8 rebotes y 3.9 asistencias por partido con un 17.3 de valoración.
El 19 de agosto de 2013 el FC Barcelona confirma su fichaje. El 8 de marzo de 2014 anota 12 triples, rompiendo el récord anterior en la ACB.
Al comenzar la temporada 14/15 Pullen se incorpora a la plantilla del CB Sevilla, donde es cortado al poco de comenzar la temporada. En 5 partidos en Liga Endesa con los sevillanos, Pullen promedió 10.2 puntos y 1.8 asistencias, mientras que en Eurocup sus números fueron de 14 puntos y 3.7 asistencias en 3 partidos.
Después de su fugaz paso por el CB Sevilla, ficha por el Enel Brindisi de Italia.
El 19 de agosto de 2021, firma por el KK Cedevita Olimpija de la ABA Liga.
El 26 de agosto de 2023 fichó por el Napoli Basket de la Lega Basket Serie A. italiana.

## Selección nacional
Pullen jugó entre 2012 y 2015 con la selección de baloncesto de Georgia como jugador nacionalizado, llegando a actuar en el Eurobasket 2015.